# Intrust Bank Arena
Intrust Bank Arena är en inomhusarena i den amerikanska staden Wichita i delstaten Kansas. Den har en publikkapacitet på upp till 15 750 åskådare beroende på arrangemang. Arenan började byggas i september 2007 och invigdes i januari 2010. Den används som hemmaarena för ishockeylaget Wichita Thunder  och som alternativ hemmaarena för idrottsföreningen Wichita State Shockers basketlag.